# Роберто Гайон
Роберто Гайон Маркес (ісп. Roberto Gayón Márquez, нар. 1905, Сан-Хосе, Коста-Рика — пом. дата смерті невідома) — мексиканський футболіст, що грав на позиції нападника, зокрема, за клуб «Америка», а також національну збірну Мексики.
Народився в Коста-Риці, бо його батько був мексиканським дипломатом і прожив саме той рік у Коста-Риці. 

## Клубна кар'єра
Виступав за «Америку» із столиці країни — Мехіко. 
Помер 1 січня 2006 року на 102-му році життя.

## Виступи за збірну
1930 року дебютував в офіційних матчах у складі національної збірної Мексики. Протягом кар'єри у національній команді провів у її формі 2 матчі, забивши 1 гол.
У складі збірної був учасником чемпіонату світу 1930 року в Уругваї. Зіграв з Чилі (0:3) і Аргентиною (3:6). У матчі з альбіселесте, Гайон забив на 75-й хвилині третій гол у ворота Анхеля Боссіо.